# O niebie
O niebie (gr. Περὶ οὐρανοῦ; łac. De caelo) – traktat filozoficzny Arystotelesa z zakresu filozofii przyrody. W Corpus Aristotelicum zajmuje strony od 268a do 314a.
Traktat składa się z czterech ksiąg, którego głównym tematem jest budowa Wszechświata. Autentyczność dzieła nie budzi zastrzeżeń, mimo że w innych pismach Arystotelesa nie ma wzmianki o tym traktacie. Wynikać to może z faktu, że Arystoteles nie jest autorem tytułu dzieła. W pismach arabskich wspomniany jest on jako „Traktat o niebie i słońcu”. Autor tytułu dzieła nie jest znany. Nie jest znana również dokładna data powstania, najprawdopodobniej było to około 347 roku p.n.e.
Terminu „niebo” filozof używa w trzech różnych znaczeniach:
- Sfera gwiazd stałych
- Okolica od sfery gwiazd stałych do sfery ziemskiej, w której znajdują się np. Księżyc i Słońce
- Cały Wszechświat

Wiedzę na temat gwiazd Arystoteles czerpał z badań Egipcjan i Babilończyków. Wychodził z założenia, że Wszechświat nie jest jednolity i podzielił go na dwie części: górną, do której zaliczył gwiazdy i planety oraz dolną, którą stanowiła Ziemia. Dla Arystotelesa ziemia była centrum Wszechświata, a pozostałe ciała niebieskie krążyły wokół niej (filozof zakładał, że są one zbudowane z eteru). Na przekonaniu: ruch kołowy nie jest nieograniczony oparł tezę o skończoności przestrzennej Wszechświata, jednocześnie postulując jego niezniszczalność. Filozof poddał również krytyce inne, znane mu teorie greckie, związane z budową Wszechświata (np. Anaksagorasa i Empedoklesa). 
Zobacz też: O świecie.